# Corupția în Siria
Corupția din Siria urmează tiparele obișnuite ale corupției de stat, și anume abuzul de putere politică de către oficialii guvernamentali pentru câștiguri private în Siria.
Conform Indicelui de percepție a corupției (IPC) din 2023 publicat de Transparency International, Siria a obținut un scor de 13 pe scala CPI, unde 0 reprezintă „foarte corupt” și 100 „necorupt”. Când este clasată după scor, Siria ocupă locul 177 din cele 180 de țări incluse în Indice, pe o scară în care prima țară clasată este percepută ca având cel mai cinstit sector public. Pentru comparație, scorul mediu global a fost 43, cel mai bun scor a fost 90 (locul 1), iar cel mai slab scor a fost 11 (locul 180). În comparație cu scorurile regionale, scorul mediu al țărilor din Orientul Mijlociu și Africa de Nord a fost de 34. Cel mai mare scor din aceste regiuni a fost 68, iar cel mai mic scor a fost cel al Siriei, 13.

## Traficul transnațional de droguri
Siria a fost etichetată drept un narco-stat de către Statele Unite timp de aproape un deceniu, până în 1997, în timpul ocupației siriene a Libanului, când Siria controla cultivarea canabisului în Valea Bekaa din Liban și era principala sursă de hașiș din Orientul Mijlociu. În timpul Războiului Civil Sirian, producția de droguri în masă a început în Siria, iar ofițerii își hrăneau oamenii cu fenetilină, pe care o numeau „Căpitanul Curaj”. Mai multe transporturi care conțineau tone de amfetamine au fost confiscate în diferite țări, fiind introduse ilegal din Siria. Aceste transporturi conțineau uneori milioane de pastile de fenetilină, producția acestui drog în țară începând cel puțin din 2006. În noiembrie 2020, autoritățile egiptene au confiscat două transporturi de hașiș provenind din Siria, primul transport ajungând în Alexandria, și incluzând 2 tone de hașiș, iar al doilea transport, care conținea 6 tone, fiind descoperit la portul Damietta. Portul Latakia a intrat sub observația polițiilor europene și americane, fiind favorizat de traficanții de droguri. În mai 2021, forțele de securitate turce au folosit aeronave fără pilot pentru a opri un transport de 1,5 tone de marijuana care era strecurată din Siria. Conform Centrului pentru Analiză Operațională și Cercetare (COAR), drogurile confiscate din Siria în 2020 aveau o valoare de cel puțin 3,4 miliarde de dolari.
The New York Times a raportat în decembrie 2021 că Divizia a 4-a Blindată, comandată de Maher al-Assad, supraveghează o mare parte din producția și distribuția de Captagon și alte droguri, consolidând statutul Siriei ca un narco-stat la Marea Mediterană. Unitatea controlează facilități de producție, uzine de ambalare și rețele de contrabandă în toată Siria (care au început să transporte și metamfetamină). Biroul de securitate al diviziei, condus de generalul-maior Ghassan Bilal, oferă protecție fabricilor și pe rutele de contrabandă către orașul-port Latakia și punctele de trecere a frontierei cu Iordania și Liban.